# McDonnell XF-85 Goblin
El McDonell Xf-85 Goblin fou un avió de caça nord-americà fabricat per McDonell Douglas, concebut durant la Segona Guerra Mundial per a ésser transportat en el compartiment de bombes de l'enorme Convair B-36 Peacemaker com un "caça paràsit" defensiu. A causa del seu aspecte petit i ample, fou anomeat col·loquialment com "L'ou Volador" ("The Flying Egg").

## Disseny i desenvolupament
El McDonell XF-85 Goblin fou dissenyat per a complir amb un requeriment de la USAF per a un caça escolta "paràsit" monoplaça que pogués ésser transportat per un gran bombarder. Al març de l'any 1947 es sol·licità el desenvolupament de dos prototips. El producte final fou sencerament el resultat de les restriccions de disseny, les quals requerien que hi pogués cabre a la bahía de bombas d'un B-36 (tot i que primer fou provat amb un B-29 Superfortress). El B-36 estava destinat a ésser la nau nodriça, amb capacitat per a poder transportar fins a tres Goblins.
Un fuselatge petit i curt fpu equipat amb un joc d'ales mitges/baixes capaçes de plegar-se, en fletxa, de 6,44 metres d'amplada. Estava motoritzat pel turborreactor Westinghouse J34-WE-7 de 1.400 Kgf d'empenta. No posseïa tren d'aterratge, amb excepció d'uns patins per a emergències. Es pensava que el caça tornaria a la nau nodriça, acoblant-se a un trapeci per mitjà d'un enganxament retràctil.